# Hans Georg Dehmelt
Hans Georg Dehmelt (ur. 9 września 1922 w Görlitz, zm. 7 marca 2017 w Seattle) – amerykański fizyk pochodzenia niemieckiego, laureat Nagrody Nobla w dziedzinie fizyki z 1989 roku.

## Życiorys
W 1940 roku zgłosił się do wojska, służył przy obsłudze działa przeciwlotniczego. Brał udział w bitwie stalingradzkiej, po jej zakończeniu został skierowany na Uniwersytet Wrocławski, gdzie przez rok studiował fizykę. W 1944 powrócił do wojska, brał udział w ofensywie w Ardenach, podczas której trafił do amerykańskiej niewoli.
Po powrocie z obozu jenieckiego w 1946 roku ponowił studia na Uniwersytecie w Getyndze. W 1948 ukończył studia, a w 1950 uzyskał stopień doktora. Wyjechał na staż na Uniwersytet Duke’a, a w 1952 przeniósł się na Uniwersytet w Seattle, gdzie pracował do emerytury, na którą przeszedł w 2002 roku.
W 1961 roku przyjął obywatelstwo amerykańskie.
W 1989 został wyróżniony Nagrodą Nobla w dziedzinie fizyki za skonstruowanie pułapek jonowych, razem z Wolfgangiem Paulem. Niezależnie od Paula i Dehmelta nagrodę w 1989 otrzymał Norman F. Ramsey.